# The One (magazine)
Pour les articles homonymes, voir The One.
 (décembre 2018).
Si vous disposez d'ouvrages ou d'articles de référence ou si vous connaissez des sites web de qualité traitant du thème abordé ici, merci de compléter l'article en donnant les références utiles à sa vérifiabilité et en les liant à la section « Notes et références ».
The One était un magazine britannique consacré à l'actualité du jeu vidéo sur les ordinateurs personnels Amiga, Atari ST et les compatibles PC. Publié par EMAP, il est apparu en octobre 1988 et s'est éteint  en 1996 après plus de 90 numéros.

## Historique
Le magazine a existé sous plusieurs formes :
- The One for 16-Bit Games, une publication unique d'octobre 1988 à avril 1991, couvrant les jeux Amiga, ST et PC.
- The One for Amiga Games et The One for ST Games, deux publications de mai 1991 à avril 1992, centrées sur l'Amiga et le ST.
- The One, une publication unique de mai 1992 jusqu'à juillet 1995, renommée The One Amiga en octobre 1992, qui couvre l'Amiga. Cette nouvelle ère s'inscrit avec la fin du magazine ACE et l'arrivée de ses cadres. En juillet 1995, le titre est récupéré par l'éditeur Maverick et l'équipe rédactionnelle est redéployée vers Commodore User.
- The One Amiga, d'août 1995 à 1996, désormais publié par Maverick.